# مارسل فریرا
مارسل ونزلاو فریرا (انگلیسی: Marcel Wenceslau Ferreira؛ متولد ۱۷ ژانویه ۱۹۸۱، در سائو پائولو) یک تکواندوکار برزیلی است که در کلاس پروزن مردان رقابت کرد. او در وزن خود، هم عناوین پان امریکن و هم آمریکای جنوبی را به کسب کرد، در مسابقات قهرمانی تکواندو جهان ۲۰۰۷ در شهر پکن چین، مدال برنز گرفت و به نمایندگی از ملت خود برزیل در بازی‌های المپیک تابستانی ۲۰۰۴ رقابت کرد. فریرا همچنین برادر بزرگ تکواندوکار جین مارسیو ونسسلاو است که بعدها در همین وزن در المپیک تابستانی ۲۰۰۸ در پکن شرکت کرد.